# Episodi di Wilfred (terza stagione)

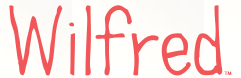
Il logo della serie televisiva

La terza stagione della serie televisiva statunitense Wilfred è trasmessa dal 20 giugno 2013 su FX.
In Italia la stagione è trasmessa da Fox Comedy dal 5 novembre 2014.
| nº | Titolo originale | Titolo italiano      | Prima TV USA     | Prima TV Italia  |
| -- | ---------------- | -------------------- | ---------------- | ---------------- |
| 1  | Uncertainty      | Incertezza           | 20 giugno 2013   | 5 novembre 2014  |
| 2  | Comfort          | Il postino           | 20 giugno 2013   | 5 novembre 2014  |
| 3  | Suspicion        | Sospetto             | 27 giugno 2013   | 12 novembre 2014 |
| 4  | Sincerity        | La cotta del liceo   | 27 giugno 2013   | 12 novembre 2014 |
| 5  | Shame            | La coinquilina       | 11 luglio 2013   | 19 novembre 2014 |
| 6  | Delusion         | Festa di compleanno  | 18 luglio 2013   | 19 novembre 2014 |
| 7  | Intuition        | Un presunto omicidio | 25 luglio 2013   | 26 novembre 2014 |
| 8  | Perspective      | Terapia              | 1º agosto 2013   | 26 novembre 2014 |
| 9  | Confrontation    | La cena di Natale    | 8 agosto 2013    | 3 dicembre 2014  |
| 10 | Distance         | Giochi mentali       | 15 agosto 2013   | 3 dicembre 2014  |
| 11 | Stagnation       | Wilfred innamorato   | 22 agosto 2013   | 10 dicembre 2014 |
| 12 | Heroism          | Eroismo              | 29 agosto 2013   | 10 dicembre 2014 |
| 13 | Regrets          | Rimpianti            | 5 settembre 2013 | 10 dicembre 2014 |